# 交野郡
交野郡为過去日本大阪府轄下的一个郡，已于1896年4月1日与周邊的郡合并为北河內郡。
在1880年實施郡區町村編制法時的辖区包括现在的交野市全部區域、枚方市大部分區域、寢屋川市東部部分區域。

## 歷史
在令制國時代屬於河內國，最初的範圍還包括後來的茨田郡，茨田郡是在8世紀初才分出設置；此地過去是被稱為「交野原」的台地和丘陵地區域，有許多鳥獸棲息，距離京都又近，因此也一度成為貴族們的狩獵場地。桓武天皇也曾在此設置交野離宮，並畫設天皇專用的狩獵區，此區域的地名後來也因此成為「禁野」（現在的枚方市禁野本町）。
在江戶時代大部分區域為幕府直轄領地、旗本領，另有部分區域屬於小田原藩和西大路藩。
1868年明治維新後，郡內區域曾先後隸屬大坂裁判所（後改為大阪府）、河內縣、堺縣、西大路縣，最後在1872年的第一次府縣整併中全數被併入堺縣。
1880年實施郡區町村編製法，正式的設置了近代的行政區劃「交野郡」，但並未設置自己的郡役所，而是與周邊的茨田郡、讚良郡共同設立「枚方郡役所」，郡役所位於三矢村的浄念寺（位於現在的枚方市），因此枚方郡役所後來也被更名為「茨田交野讚良郡役所」。
1881年，由於堺縣被併入大阪府，交野郡隨之成為大阪府的轄區。

### 沿革

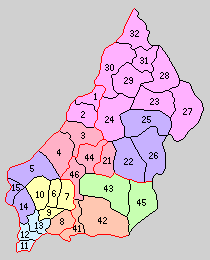
1889年交野郡轄下的行政區劃：
21.水本村、22.星田村、23.津田村、24.川越村、25.交野村、26.磐船村、27.冰室村、28.菅原村、29.山田村、30.牧野村、31.招提村、32.樟葉村
（桃色：現屬枚方市、紅色：現屬寢屋川市、右方紫色：現屬交野市、1 - 15屬茨田郡、41 - 46屬讚良郡）

- 1889年04月1日：實施町村制，交野郡下設水本村（日语：水本村）、星田村（日语：星田村）、津田村（日语：津田村 (大阪府)）、川越村（日语：川越村 (大阪府)）、交野村（日语：交野村）、磐船村（日语：磐船村）、冰室村（日语：氷室村 (大阪府)）、菅原村（日语：菅原村 (大阪府)）、山田村（日语：山田村 (大阪府北河内郡)）、牧野村（日语：牧野村 (大阪府)）、招提村（日语：招提村）、樟葉村（日语：樟葉村）。（12村）
- 1896年04月1日：實施郡制（日语：郡制），同時原屬於「茨田交野讚良郡役所」的區域再被合併為北河內郡。